# Моран-Солније MS.275
Моран-Солније MS.275 (фр. Morane-Saulnier MS.275) је једноседи француски ловачки авион. Авион је први пут полетео 1934. године. 

Највећа брзина авиона при хоризонталном лету је износила 363 km/h.
Распон крила авиона је био 10,5 метара, а дужина трупа 7,24 метара. Празан авион је имао масу од 1361 килограма. Нормална полетна маса износила је око 1724 килограма.

## Наоружање
| Наоружање авиона: Моран-Солније |          |
| Ватрено (стрељачко) наоружање   |          |
| Топ                             |          |
| Митраљез                        |          |
| Број и ознака митраљеза         | 2 Викерс |
| Калибар                         | 7,7      |
| Бомбардерско наоружање (бомбе)  |          |
| Ракетно наоружање (ракете)      |          |